# 金沢エクスプレス号
金沢エクスプレス号（かなざわエクスプレスごう）は、かつて東京都渋谷区のバスタ新宿と石川県金沢市を結んでいた昼行高速バスである。
本項では、同一区間を運行していた夜行便のドリーム金沢号、東京ディズニーランド・東京駅と野々市市の金沢工業大学前を富山駅前・金沢駅経由で結んでいたグランドリーム金沢号、青春ドリーム金沢号についても記す。

## 概要
当路線は、西武バス（西武）と北陸鉄道（北鉄）の共同運行による池袋 - 金沢線（池袋サンシャインシティプリンスホテル前 - 金沢駅前（のちの金沢駅東口→金沢駅兼六園口）として1988年12月に開業。
西武・北鉄とほぼ同時期にJRバス関東と西日本JRバスの共同運行による路線開設申請が行われ、類似内容で競願となった。当初は池袋 - 金沢間の需要はどの程度か予測できず、2路線のダブルトラッキングとなると供給過剰により共倒れとなる可能性も考えられた。各社間協議の結果運行開始の時点では西武・北鉄の2社でスタートし、翌年6月の増便の際にJRバス関東が参入し、さらに1990年10月の4往復化の際に西日本JRバスも参入した。
2001年8月、藤岡ジャンクション - 上越ジャンクション間の経路を関越自動車道・北陸自動車道経由から全線開業した上信越自動車道経由に変更するとともに、新宿駅JR高速バスターミナル（新宿駅新南口） - 金沢駅東口の夜行便が新設されたことを機に「金沢エクスプレス」の名称が付いた。JRバス（関東・西日本）は2004年4月に新宿駅JR高速バスターミナル - 金沢駅東口間の昼行便「新宿昼特急金沢号」を新設したが、2006年11月、金沢エクスプレス号に統合。
2007年6月末日をもって北陸鉄道、2015年3月末をもってJRバス関東（乗務員は引き続き担当）、2020年5月末日をもって西武バスが共同運行から撤退、西日本JRバスの単独運行となった。翌6月1日のダイヤ改正で夜行便を「ドリーム金沢号」（2代目）に改称。そして同年12月1日改正で「金沢エクスプレス号」「ドリーム金沢号」は運行を休止した。
これとは別に、2005年10月1日に西日本JRバスが単独で東京駅 - 富山・金沢間で「ドリーム金沢号」（初代）の運行を開始、同年12月16日にはJRバス関東も参入し共同運行となる。こちらは後に4列シート車両による廉価版「青春ドリーム金沢号」も設定。2016年12月1日より「ドリーム金沢号」に「グランドリーム号」仕様の車両が導入され、愛称も「グランドリーム金沢号」と改称された。2020年6月1日のダイヤ改正で、グランドリーム号は東京側の起終点を上野駅から東京ディズニーランドに変更するとともに、バスタ新宿にも停車、号数はドリーム金沢号と通し（グランドリーム金沢号が1・4号、ドリーム金沢号が3・2号）となった。
2023年4月1日、「グランドリーム金沢号」「青春ドリーム金沢号」も運行休止となった。

## 運行会社
- 西日本ジェイアールバス（金沢営業所）
- ジェイアールバス関東（小諸支店）※金沢エクスプレス号・ドリーム金沢号は乗務員のみ

過去の運行会社
- 北陸鉄道（2007年6月30日まで運行）
- 西武バス（練馬営業所、2020年5月31日まで運行（実際には4月11日以降運休[9]））

途中交替制の完全ワンマン運行で、東部湯の丸SAから東京側の区間はJRバス関東、金沢側の区間は西日本JRバスがそれぞれ担当する。
北陸鉄道・西武バスは2人乗務。上信越道経由となる前はJRバスも運転士2人乗務だった。また、かつてJRバス関東便では小諸支店の乗務員同士で交代をして金沢まで運行していた。

## 運行経路

### グランドリーム金沢号
東京ディズニーランド - 東京駅（乗車は八重洲南口、降車は日本橋口） - バスタ新宿 - （関越自動車道） - （上信越自動車道） - （北陸自動車道） - 富山駅前 - 金沢駅兼六園口（東口、5番乗り場）- 山環もりの里 - 金沢工業大学前
休憩箇所
- 上里SA・有磯海SAで途中休憩、東部湯の丸SAで乗務員交代、黒姫野尻湖PA・名立谷浜SAで乗務員のみの運転休憩がある。

### 青春ドリーム金沢号
東京ディズニーランド - 東京駅（乗車は八重洲南口、降車は日本橋口） - （関越自動車道） - （上信越自動車道） - （北陸自動車道） - 富山駅前 - 金沢駅兼六園口（東口、5番乗り場）- 山環もりの里 - 金沢工業大学前
休憩箇所
- 上里SA・有磯海SAで途中休憩、東部湯の丸SAで乗務員交代、黒姫野尻湖PA・名立谷浜SAで乗務員のみの運転休憩がある。

### 金沢エクスプレス号・ドリーム金沢号
バスタ新宿 - 池袋駅東口（西武高速バスのりば） - 下落合駅 - 練馬駅（練馬区役所前） - 川越的場 - 金沢駅前（乗車は兼六園口、降車は金沢港口）
- 下りドリーム金沢号は池袋駅東口・下落合駅・練馬駅・川越的場を経由しない。
- 西武バスでは「金沢エクスプレス号」という名称は使用せず、「金沢線」という路線名称を使用していた。

休憩箇所
- 途中休憩は、上里SA・小布施PA（昼行便のみ）・有磯海SAで行っていた。西武バスは上里SA・松代PA・越中境PAで行っていた。

## 運行回数
- グランドリーム金沢号・青春ドリーム金沢号：夜行便各1日1往復。

## 歴史
- 1988年（昭和63年）12月10日 - 西武バスと北陸鉄道の共同運行で1日2往復（昼行1往復、夜行1往復）で運行開始。
- 1989年（平成元年）6月10日 - JRバス関東参入[2]。1日3往復に増便[2]。
- 1990年（平成2年）10月1日 - 西日本JRバス参入[11]。1日4往復に増便。
- 2001年（平成13年）8月1日 - 新宿駅新南口発着系統を新設[12]。池袋系統を含め1日6往復に増便[12]。運行経路を上信越自動車道経由に変更[12]。
- 2004年（平成16年）8月1日 - 新宿発着の昼行便を新設（愛称:「新宿昼特急金沢号」。1日2往復）、全体で1日8往復（昼4往復、夜4往復）に増便。
- 2005年（平成17年）
  - 10月1日 - 「ドリーム金沢号」（初代）の運行を開始。東京駅発着で富山経由（運行開始当時は西日本JRバスの単独運行）。
  - 12月16日 - 「ドリーム金沢号」にJRバス関東が参入、2社運行となる。
- 2006年（平成18年）
  - 11月1日 - 全便新宿発池袋経由に変更（池袋サンシャインシティプリンスホテル停車を廃止、「新宿昼特急金沢号」の愛称消滅）、4往復（昼2往復、夜2往復）を週末・多客期のみ運行の不定期便に格下げ。バス停新設（川越的場）。
  - 12月1日 - 「ドリーム金沢号」の東京駅到着場所が日本橋口に変更となる。
- 2007年（平成19年）7月1日 - 北陸鉄道が撤退。定期4往復、不定期2往復の1日6往復に減便。
- 2010年（平成22年）
  - 3月13日 - 「青春ドリーム金沢号」運行開始 。
  - 7月1日 - 「ドリーム金沢号」・「青春ドリーム金沢号」が路線延長。もりの里ジャスコ前・山環もりの里・上野駅入谷口に停車。
- 2015年（平成27年）
  - 3月9日 - 「ドリーム金沢号」・「青春ドリーム金沢号」が金沢工業大学前へ路線延長。もりの里ジャスコ前バス停を廃止[13]。
  - 5月11日 - 「ドリーム金沢号」・「青春ドリーム金沢号」がこの日の出発便より運賃改定、季節・曜日ごとに異なる運賃体系に変更（「早売5」「早売1」も設定）。あわせて前日（5月10日）出発便をもって往復割引乗車券の発売を終了[14]。
  - 7月1日 - 「金沢エクスプレス号」がこの日の出発便より運賃改定。季節・曜日ごとに異なる運賃体系に変更（「早売5」「早売1」も設定）するとともに、学割の設定を開始。あわせて前日（6月30日）出発便をもって往復割引乗車券の発売と「早売21」の設定を終了[15]。
- 2016年 (平成28年) 
  - 4月4日 - 新宿駅南口にバスタ新宿開業。これに伴い｢金沢エクスプレス号」の発着場所を移転。
  - 12月1日 - 「ドリーム金沢号」を「グランドリーム金沢号」に変更。
  - 12月22日 - 「青春ドリーム金沢号」の東京駅 - 上野駅間を廃止。
- 2017年 (平成29年) 
  - 2月1日 - この日の出発便より、「青春ドリーム金沢号」が東京駅 - 東京ディズニーランド (TDL) 間を延長[16]。
- 2018年 (平成30年) 
  - 6月1日 - この日の出発便より、「金沢エクスプレス号」が1日4往復（うち下り夜行便1本は新宿駅→金沢駅直行便となる）に減便[17]。
  - 9月1日 - この日の出発便より、「金沢エクスプレス号」が1日3往復に減便[18][19]。
- 2019年（令和元年）
  - 6月21日 - 「金沢エクスプレス号」が運賃改定[20][21]。
  - 10月1日 - 「グランドリーム金沢号」「青春ドリーム金沢号」が消費税率引き上げに伴い運賃改定[22][23]。
- 2020年（令和2年）
  - 2月29日 - 東京ディズニーランドの休園に伴い、「青春ドリーム金沢号」を東京駅発着に変更[24]。
  - 4月8日 - 新型コロナウイルス感染拡大の影響により、この日より「グランドリーム金沢号」「青春ドリーム金沢号」が当面の間（上り・下り各1本は翌4月9日より）運休[25]。
  - 4月11日 - この日より「金沢エクスプレス号」が当面の間（下り1号・5号は翌4月12日より）運休[9][25]。
  - 5月31日 - この日をもって「金沢エクスプレス号」から西武バス（3・4号）が撤退、西日本ジェイアールバスの単独運行となる。
  - 6月1日 - 「金沢エクスプレス号」夜行便（旧5・6号）を「ドリーム金沢号」（2代目、3・2号）に変更。「グランドリーム金沢号」（1・4号）の東京側の起終点を上野駅から東京ディズニーランドに変更するとともに、バスタ新宿にも停車。また、「グランドリーム金沢号」がJRバス関東との共同運行となる。
  - 10月9日 - 「グランドリーム金沢号」運行再開。
  - 12月1日 - この日の出発便より「金沢エクスプレス号」「ドリーム金沢号」が運行休止[5]。
- 2023年（令和5年）4月1日 - 路線休止（「グランドリーム金沢号」「青春ドリーム金沢号」運行休止）[8]。

## 使用車両
「金沢エクスプレス号」は、西武バス・西日本JRバスとも原則独立3列シートのスーパーハイデッカー及びハイデッカー車両で運行していた。西日本JRバスではいすゞ・ガーラ、日野・セレガ、三菱ふそう・エアロバスを投入していた。
運行開始当初、西武バス・北陸鉄道は4列シート34人乗り、JRバスは4列シート36人乗りのスーパーハイデッカーを使用していた。後にJRバス関東は34人乗りに変更した。
JRバス関東では、運行開始当初は通常の中間床下WC付4列シート36人乗りの三菱ふそう・エアロクィーンM (P-MS729SA) を使用していたが、間もなく最後部WC付4列シート32人乗りエアロクィーンW (P-MU525TA) に置き換えた。このエアロクィーンWは、座席番号はJR方式の「1A」ではなく西武式の「A-1」、座席は4列シートながら横スライド機能付、さらに交代運転士用の仮眠室も客室最後部に設置するなど、車種以外は西武バスの車両に仕様を近づけていた（3軸スーパーハイデッカーという点まで揃っていた）。西日本JRバスも、1990年の参入当初には在来車のエアロクィーンWを西武バス同様の仕様に改造していた。異なる車種でありながら、ここまで仕様を統一した例は少ない。

### 使用車両画像一覧
過去の車両（金沢エクスプレス号）

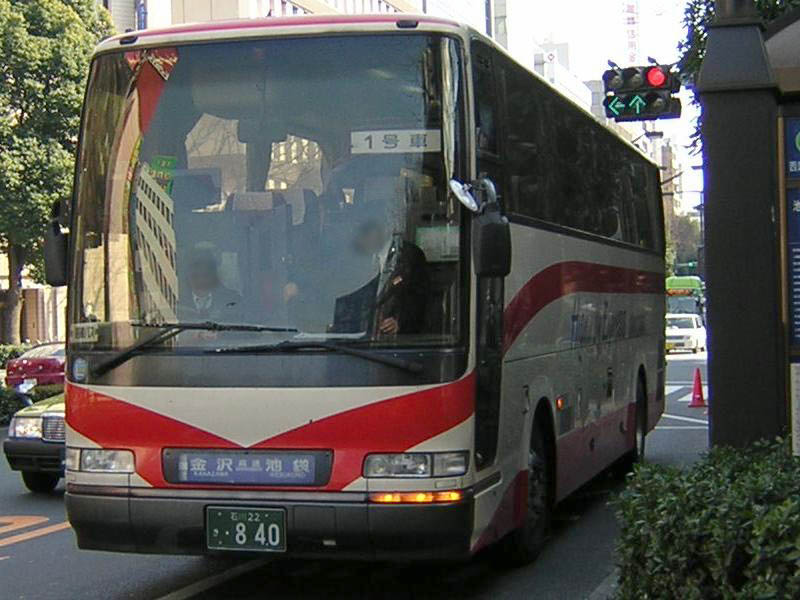
2004年頃の北陸鉄道の車両（日野・セレガ）
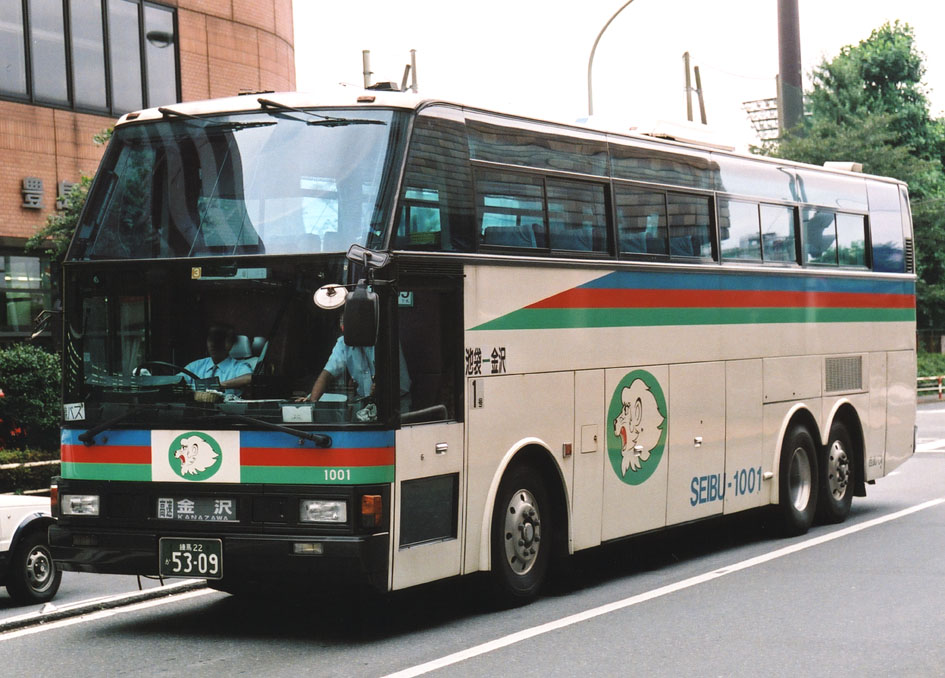
運行開始当初の西武バスの車両（日産ディーゼル・スペースウィング）
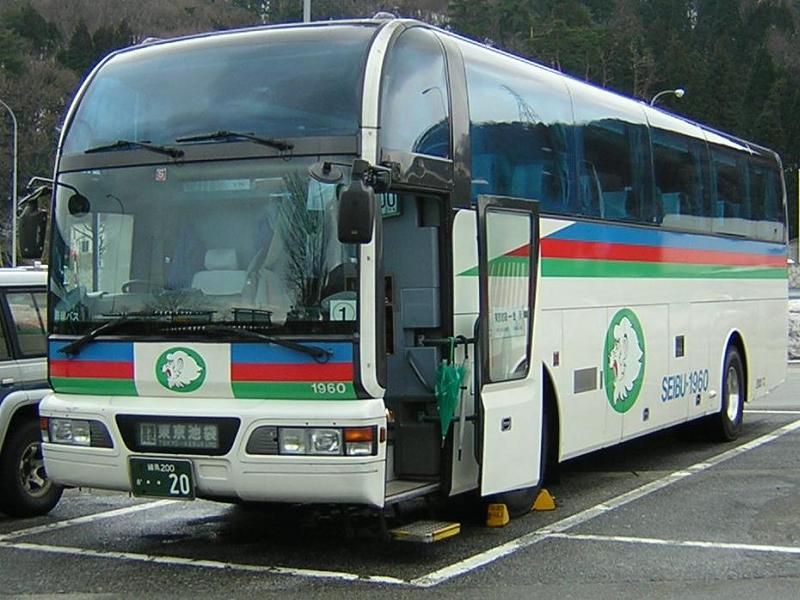
2004年頃の西武バスの車両（日産ディーゼル・スペースウィング）
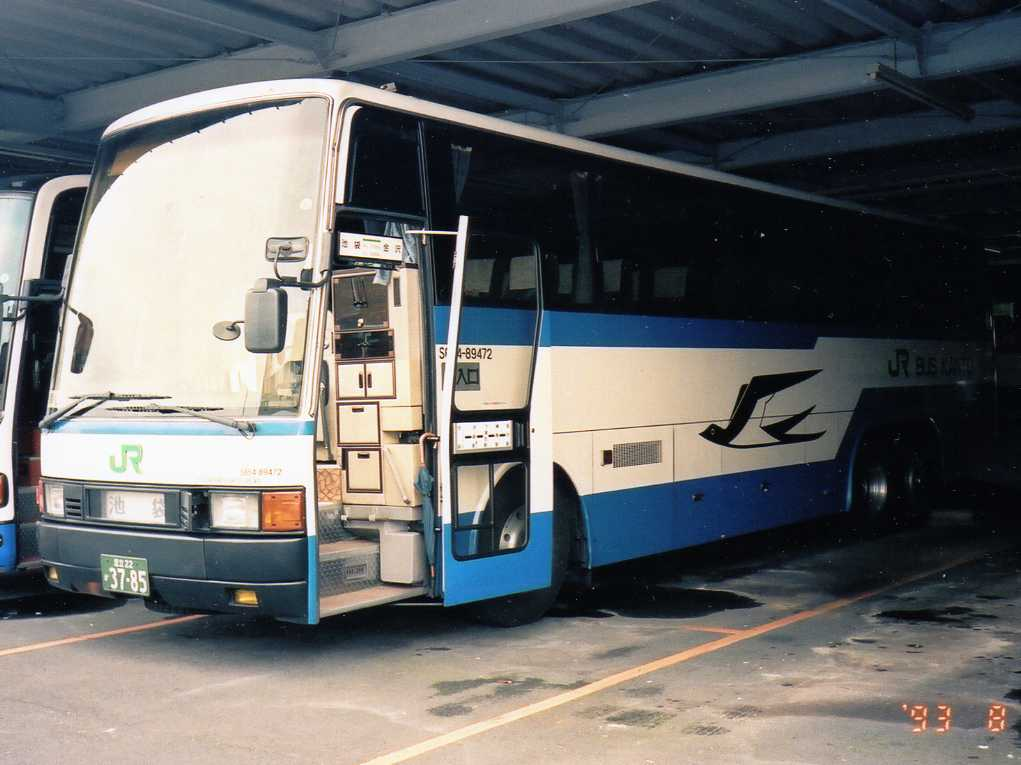
仕様を合わせた運行開始当初のJRバス関東の車両（三菱ふそう・エアロクィーンW）
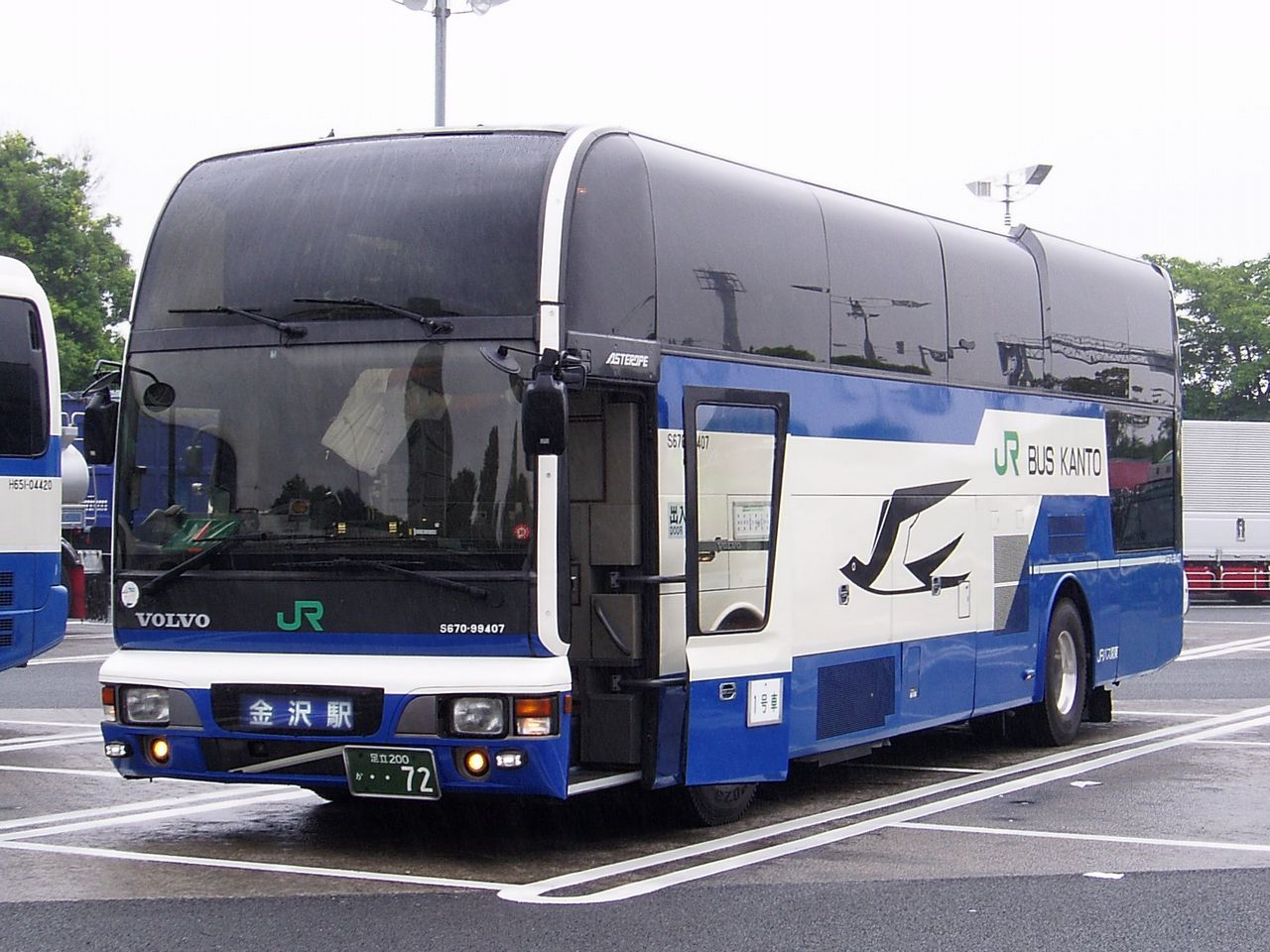
JRバス関東はボルボ・アステローペも投入した
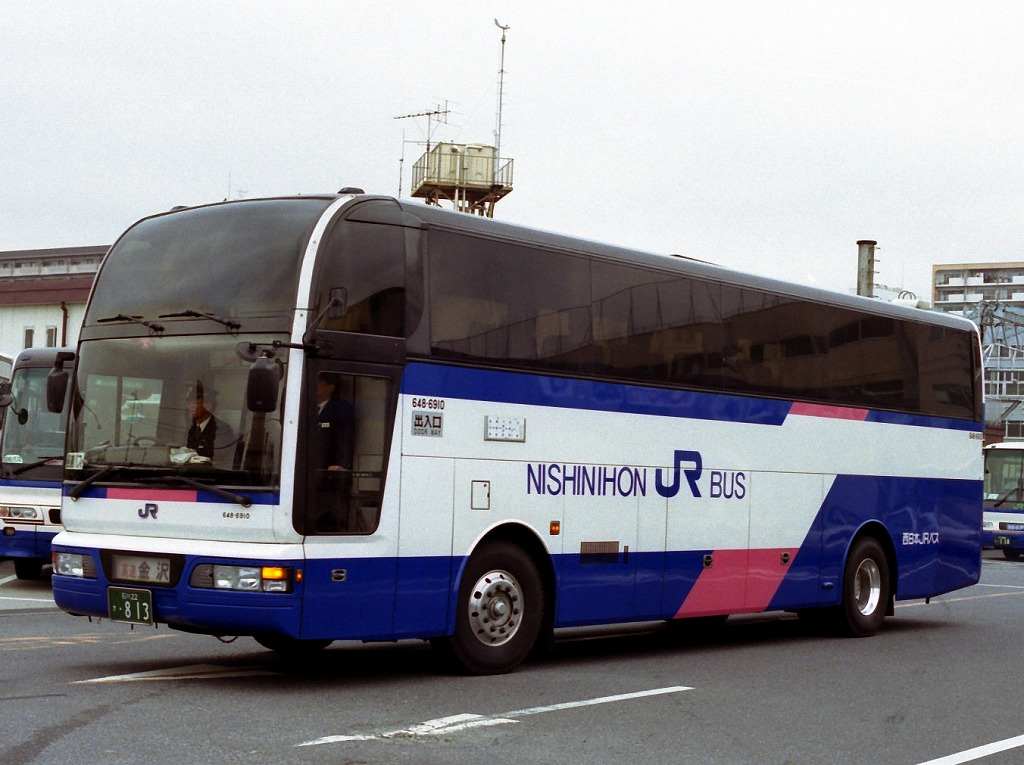
仕様を合わせた西日本JRバスの車両（日産ディーゼル・スペースウィング）

過去の車両（ドリーム金沢号）

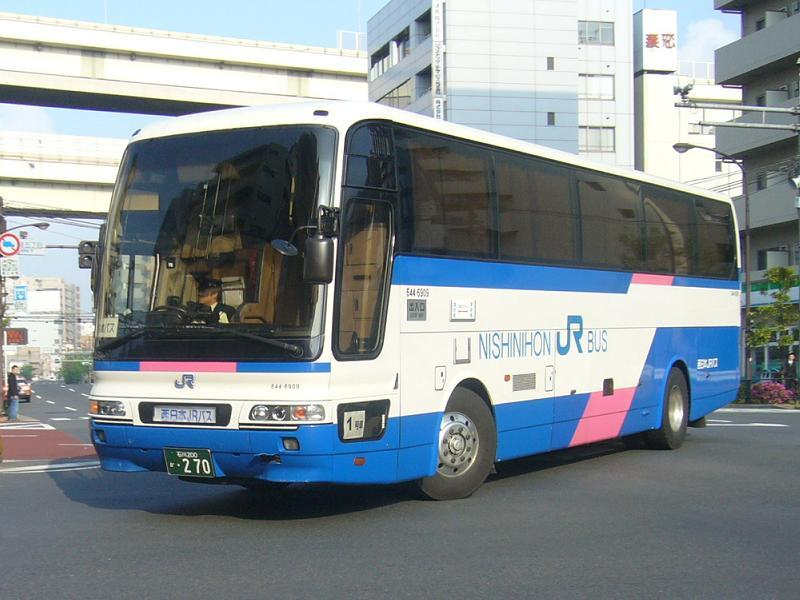
三菱ふそう・エアロクィーンⅠ（西日本JRバス）
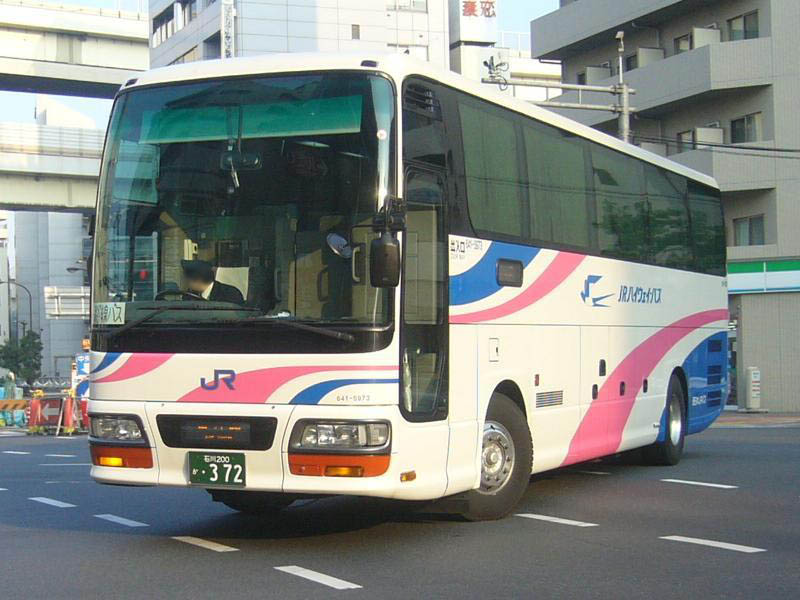
いすゞ・ガーラ（西日本JRバス）
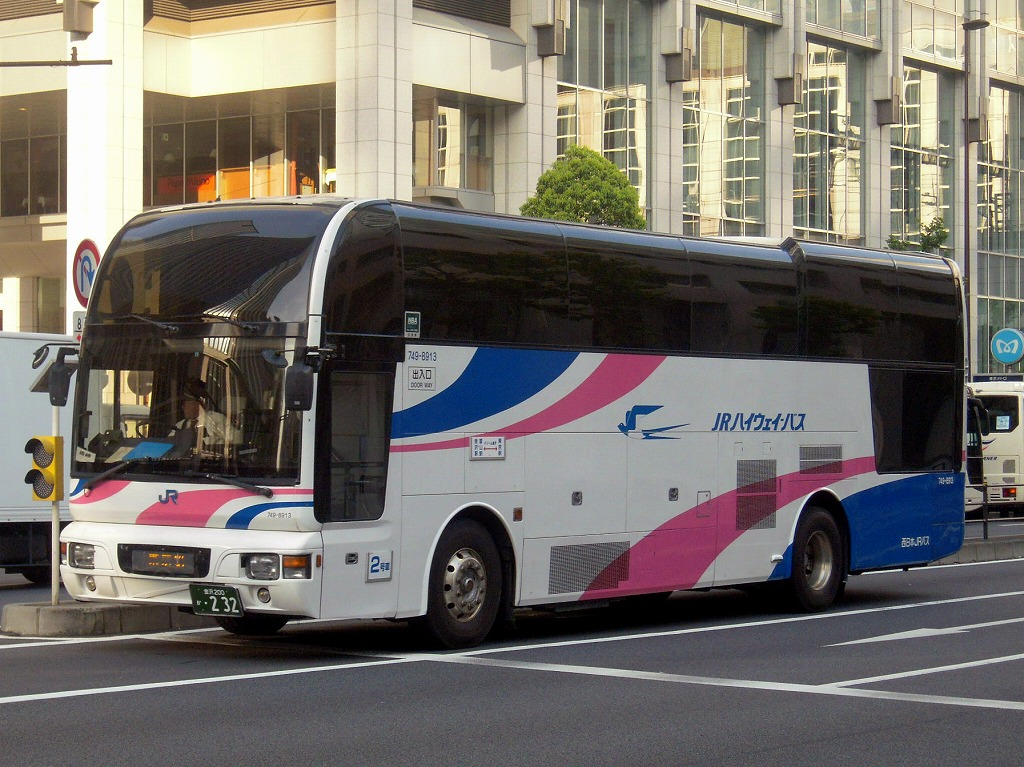
ボルボ・アステローペ（西日本JRバス）